# Loch Bad an Sgalaig
Loch Bad an Sgalaig är en sjö i Storbritannien.   Den ligger i kommunen Highland och riksdelen Skottland, i den nordvästra delen av landet, 800 km nordväst om huvudstaden London. Loch Bad an Sgalaig ligger 10 meter över havet.